# Sequestro de bens
Diferente do arresto, cuja finalidade é apreender quaisquer bens do devedor, o sequestro tem por finalidade apreender o bem do devedor do qual pende litígio.
O juiz, mediante requerimento das partes, poderá decretar o sequestro:
- de bens imóveis, móveis e semoventes, quando lhes for disputada a propriedade ou posse, havendo fundado receio de rixas e danificações;
- dos frutos e rendimentos do imóvel reivindicado, se o réu, depois de condenado por sentença ainda sujeita a recurso os dissipar;
- dos bens do casal nas acções de separação judicial, se o cônjuge os estiver delapidando.

Decretado o sequestro, o juiz nomeará um fiel depositário para os bens, podendo este ser uma pessoa de confiança indicada pela parte ou ambas as partes e que preste caução idônea.
CONCEITO:
É uma medida assecuratória empregada no processo civil, que nasce com a apreensão de bens certos e determinados, pertencentes ao patrimônio do réu ou do indiciado, para garantir o ressarcimento dos danos por ele causados ao cometer a infração. Havendo apreensão de instrumentos e proventos do crime, o sequestro consistirá no confisco destes objetos em favor da União.
MOTIVO:
Deverá haver indícios claros de que a procedência dos bens é ilícita; os bens devem ser penhoráveis.
LEGITIMIDADE:
O ofendido e o MP. O juiz, de ofício, também poderá determinar o sequestro, em qualquer fase do processo, ou ainda antes de oferecida a denúncia ou queixa.
LEVANTAMENTO:
O Levantamento será executado e autuado em autos apartados. Além disto, o juiz mandará ofício ao Cartório de Registro de Imóveis, ordenando sua inscrição.
RECURSO:
Embargos, oponíveis pelo acusado ou por terceiro, a quem os bens houverem sido transferidos a título oneroso, sob fundamento de tê los adquirido de boa fé, que somente serão julgados após o trânsito em julgado da ação penal.
Assim, o que se vê é que difere em muito do arresto.
Obs: O artigo trata do sequestro tanto no processo civil quanto no processo penal, mas está apenas na Categoria: Direito processual civil.